# Medusandra
Medusandra ist eine Pflanzengattung der Familie der Peridiscaceae. Die zwei Arten dieser Gattung sind nur in den Tropen Afrikas heimisch.

## Beschreibung
Medusandra-Arten sind laubabwerfende Bäume mit gelbem Milchsaft. Die wechselständigen, lang gestielten Laubblätter sind groß und einfach bis zusammengesetzt (Wenn man die Blätter als zusammengesetzt auffasst, dann weisen sie nur ein Fiederblatt auf). Der Blattrand ist leicht gesägt. Die Nebenblätter sind klein.
Der hängende, kätzchenähnliche, traubige Blütenstand besitzt kleine Tragblätter. Die kleinen, radiärsymmetrischen Blüten sind zwittrig und fünfzählig. Die fünf Kelchblätter verbleiben an den Früchten. Die fünf freien Kronblätter sind nur klein. In zwei Kreisen stehen je fünf freie Staubblätter; sie sind sehr ungleich geformt und fünf davon sind zu langen Staminodien umgewandelt. Die drei (oder vier) Fruchtblätter sind zu einem oberständigen Fruchtknoten verwachsen. Die drei (oder vier) kurzen Griffel sind nicht verwachsen, mit kleinen Narben. Die ledrigen, dreikammerigen Kapselfrüchte enthalten nur einen großen Samen.

## Systematik
Die Eingliederung der Gattung war lange unklar, zeitweise wurden sie in einer eigenen Familie Medusandraceae geführt. Die Angiosperm Phylogeny Group stellte sie 2009 in die Familie Peridiscaceae.
Zur Gattung Medusandra gehören nur zwei Arten, die beide in Kamerun vorkommen:
- Medusandra mpomiana Letouzey & Satabié
- Medusandra richardsiana Brenan